# FK Sztruga
Az FK Sztruga Trim-Lum (macedónul: Фудбалски клуб Струга Трим-Лум) egy észak-macedón labdarúgócsapat, székhelye Sztrugában található. Eddig egyszer nyerte meg a macedón első osztályt.

## Története
2015-ben alapította meg a klubot a Trim Lum nevű, ingatlanfejlesztéssel foglalkozó vállalat. Az első két szezonjukban megnyerték a negyedosztályt és a harmadosztályt is. A 2017–18-as szezonban az első évükben a másodosztályban a negyedik helyen végeztek, majd a következő idényben bajnokként jutottak az élvonalba. A 2020–21-es szezonban a bajnokság harmadik helyén végeztek, ezért a indulási jogot szereztek az UEFA Európa Konferencia Ligában. A Liepāja ellen összesítésben 5–2-re alulmaradt a klub. A 2022–23-as szezonban két fordulóval a bajnokság vége előtt bebiztosították az első bajnoki címüket az élvonalban. A kupában a döntőbe is bejutottak történelmük során először.

## Keret
2023. április 3. szerint.
| #  |     | Poszt | Név                    |
| -- | --- | ----- | ---------------------- |
| 1  | MKD | K     | Krisztijan Kitanovszki |
| 6  | MKD | V     | Medzit Neziri          |
| 7  | MKD | KP    | Abdulhadi Jahja        |
| 8  | MKD | KP    | Fljamur Tairi ()       |
| 9  | MKD | CS    | Beszart Ibraimi        |
| 10 | MKD | KP    | Beszmir Bojku          |
| 11 | MKD | KP    | Bunjamin Shabani       |
| 12 | MKD | K     | Raif Mirzeloszki       |
| 14 | MKD | CS    | Marjan Radeszki        |
| 15 | MKD | KP    | Fatjon Jusufi          |
| 16 | MKD | V     | Beszart Krivanjeva     |
| 19 | MKD | KP    | Ard Kaszami            |

| #  |     | Poszt | Név                 |
| -- | --- | ----- | ------------------- |
| 22 | MKD | V     | Zija Merdzani       |
| 23 | ALB | KP    | Arbri Pengu         |
| 24 | MKD | V     | Edisz Malikji       |
| 25 | MKD | CS    | Suhejlj Muharem     |
| 28 | NGA | KP    | Hogan Ukpa          |
| 29 | MKD | CS    | Hrisztijan Maleszki |
| 30 | ALB | V     | Miklovan Pere       |
| 31 | MKD | KP    | Jusuf Kaba          |
| 55 | SRB | V     | Sava Radić          |
| 77 | MKD | KP    | Valentin Kocsoszki  |
| 96 | BIH | K     | Vedran Kjosevski    |

## Korábbi edzők
- Jeton Bekjiri (2019-2020)
- Fatmir Veseli (ideiglenes, (2020))
- Szrgjan Zaharievszki (2020-2023)
- Shpëtim Duro (2023-)

## Sikerei
- Macedón első osztály bajnok: 2 alkalommal (2022-2023, 2023-24)
- Macedón másodosztály bajnok: 1 alkalommal (2018–2019)
- Macedón harmadosztály bajnok: 1 alkalommal (2016–2017)
- Macedón negyedosztály bajnok: 1 alkalommal (2015–2016)
- Albán Függetlenségi Kupa: 2 alkalommal (2017, 2018)

## A nemzetközi kupasorozatokban
| Szezon  | Kupasorozat      | Forduló         | Ellenfél            | Hazai pályán elért eredmény | Idegenben elért eredmény | Összesített eredmény |  |
| ------- | ---------------- | --------------- | ------------------- | --------------------------- | ------------------------ | -------------------- |  |
| 2021–22 | Konferencia Liga | 1. selejtezőkör | Liepāja             | 1–4                         | 1–1                      | 2–5                  |  |
| 2023–24 | Bajnokok Ligája  | 1. selejtezőkör | Žalgiris            | 1–2                         | 0–0                      | 1–2                  |  |
| 2023–24 | Konferencia Liga | 2. selejtezőkör | Budućnost Podgorica | 1–0                         | 4–3                      | 5–3                  |  |
| 2023–24 | Konferencia Liga | 3. selejtezőkör | Swift Hesperange    |                             |                          | '                    |  |